# Juan Carlos Pérez de la Fuente
Juan Carlos Pérez de la Fuente (Talamanca de Jarama, 1959) es un director de teatro español.

## Trayectoria

### Comienzos
En 1980, funda una compañía de teatro independiente con la que da sus primeros pasos como director. En 1985 se titula como actor y director por la Real Escuela Superior de Arte Dramático (RESAD) de Madrid, y cuatro años más tarde obtiene la plaza de Director de la Escuela de Teatro del Centro Cultural de Las Rozas de Madrid.
Entre 1990 y 1996, dirige en el ámbito privado:
- Asamblea general, de Lauro Olmo, en el Centro Cultural de la Villa de Madrid
- La dama del alba, de Alejandro Casona, en el Teatro Bellas Artes de Madrid (con María Jesús Valdés en su regreso a los escenarios)
- La tierra de Alvargonzález, de Antonio Machado, en el Gran Teatro de La Habana (Festival "La huella de España")
- La importancia de llamarse Wilde, versión de  Ana Diosdado de la obra El abanico de Lady Windermere, de Oscar Wilde, en el Teatro Alcázar
- La viuda es sueño, de Tono y Llopis
- Amor de don Perlimplín con Belisa en su jardín, de Federico García Lorca, de nuevo en el Gran Teatro de La Habana (Premio José Martí a la mejor dirección)
- Las de Caín, de los hermanos Álvarez Quintero en el Teatro La Latina
- Fortunata y Jacinta, de Benito Pérez Galdós en versión de Ricardo López Aranda[1]
- El canto de los cisnes, de Alexei Arbuzov, en versión de Rodolf Sirera, en el Teatro Alcázar (con Alberto Closas y Amparo Rivelles)
- Es mi hombre, de Arniches en el Teatro La Latina
- Fortunata y Jacinta, de Benito Pérez Galdós, en el Teatro Español de Madrid
- El amor es un potro desbocado, de Luis Escobar Kirkpatrick, en el Teatro Alcázar
- La locura de don Juan, de Arniches, en La Latina
- Los padres terribles, de Jean Cocteau, en versión de Rodolf Sirera
- Mujeres frente al espejo, de Eduardo Galán, en el Teatro Alcázar

### Director del Centro Dramático Nacional
De 1996 a 2004 ocupa el cargo de Director del Centro Dramático Nacional. A esta etapa corresponden sus montajes:
- Nostalgia del paraíso, en homenaje a Antonio Gala, sobre textos del propio autor (1996)
- Pelo de tormenta, de Francisco Nieva (1997)
- San Juan, de Max Aub (1998)
- La Fundación, de Antonio Buero Vallejo (1998)[2]
- La visita de la vieja dama, de Friedrich Dürrenmatt, en versión de Juan Mayorga (2000)[3]
- El cementerio de automóviles, de Fernando Arrabal, Premio Ercilla al Mejor Espectáculo 2000
- La muerte de un viajante, de Arthur Miller, con María Jesús Valdés y José Sacristán (2000)
- Carta de Amor (Como un suplicio chino), monólogo de Fernando Arrabal, de nuevo con María Jesús Valdés (2002)
- Historia de una escalera, de Antonio Buero Vallejo (2003).

Desde el año 2002 hasta el 2007 ocupa el cargo de Presidente de la Asociación de Directores de Escena (ADE).

### Producciones
En 2004 deja la Dirección del Centro Dramático Nacional y retoma su profesión de forma privada. En 2005 vuelve a la escena en su faceta de director y de productor con las producciones:
- Oscar o la felicidad de existir, de Éric-Emmanuel Schmitt, con Ana Diosdado, en el Teatro Liceo de Salamanca,
- El mágico prodigioso, de Calderón de la Barca, con motivo del 400 Aniversario del Teatro Principal de Zamora
- ¿Dónde estás, Ulalume, dónde estás?, de Alfonso Sastre
- El león en invierno, de James Goldman, por la que Manuel Tejada recibe el Premio Mayte en 2008
- La vida es sueño, de Calderón de la Barca, adaptada por Pedro Manuel Víllora y protagonizada por Fernando Cayo y Chete Lera
- Puerta del Sol, adaptación de Jerónimo López-Mozo de la tercera parte de los Episodios Nacionales de Benito Pérez Galdós, espectáculo conmemorativo del Bicentenario del Dos de Mayo para la Comunidad de Madrid.
- Angelina o el honor de un brigadier (2009), de Enrique Jardiel Poncela y protagonizada por Chete Lera y Soledad Mallol
- Un bobo hace ciento, de Antonio de Solís y Rivadeneyra para la Compañía Nacional de Teatro Clásico.
- La Revoltosa, de José López Silva y Carlos Fernández Shaw, una producción de los Teatros del Canal.
- Orquesta de señoritas, de Jean Anouilh y protagonizada por Juan Ribó y Victor Ullate Roche.
- El tiempo y los Conways (2012), de J.B. Priestley.

## Director del Teatro Español
El 11 de julio de 2014 fue designado por la alcaldesa de Madrid Ana Botella director del Teatro Español.
El 14 de marzo de 2016, Santiago Eraso, director de Espacios y Contenidos de la empresa municipal Madrid Destino, anunció su destitución, abandonando finalmente el cargo dos meses después. Pérez de la Fuente recurrió el despido ante los tribunales y finalmente llegó a un acuerdo con el Ayuntamiento de Manuela Carmena para dejar el cargo, reconociéndose el despido improcedente.

## Año Galdós
Fue nombrado por la Comunidad de Madrid Director Artístico del año Galdós, encargado de la programación cultural para conmemorar el centenario de la muerte del autor canario Benito Pérez Galdós.

## Premios
- Premio ADE de Dirección 1997.
- Becario de Honor del Colegio Mayor Universitario Elías Ahúja 1997.
- Premio Celestina al Mejor Director 1998.
- Premio del Público de Madrid al Mejor Director 1998.
- Premio Cultura Viva de las Artes Escénicas 1998.
- Premio del Público de Madrid al Mejor Director 1999.
- Medalla de Oro de las Bellas Artes 1999.
- Premio de Teatro de Telemadrid 2003.
- Premio ADE de Dirección 2003.
- Premios Mayte 2004.
- Premio La Barraca a las Artes Escénicas 2014.[9]

En 2009 obtuvo el Premio Españoles Ejemplares que entrega la Fundación para la Defensa de la Nación Española (DENAES) en la categoría de «Arte y Humanidades» en reconocimiento a su labor como director del espectáculo teatral estrenado para la Conmemoración del Bicentenario del Dos de Mayo “Puerta del Sol, un Episodio Nacional”.